# Ladislav Hodný starší
Umělecký knihař Ladislav Hodný st. se narodil 3. června 1909 v Týně nad Vltavou, zemřel 13. března 2000 v Českých Budějovicích.

## Život
V Týně nad Vltavou s výjimkou několika let strávených v Praze prožil celý život. Po povinné školní docházce nastoupil v Týně nad Vltavou jako učedník ke knihařskému mistru Janu Hájkovi (1923-1926). Po vyučení pracoval v pražské firmě Schořálek a Podaný, ve které se vázaly obchodní knihy. Pracoval zde na rastrovacím stroji jako linkovač. Krátce se vrátil do Prahy po skončení vojenské služby. V roce 1933 koupil dílnu svého bývalého mistra Jana Hájka v Týně nad Vltavou Pod Semencem. Pro nedostatek práce zpočátku vyráběl krabice, pamětní knihy, kancelářské rejstříky nebo dělal převazby knih pro školy a knihovny.

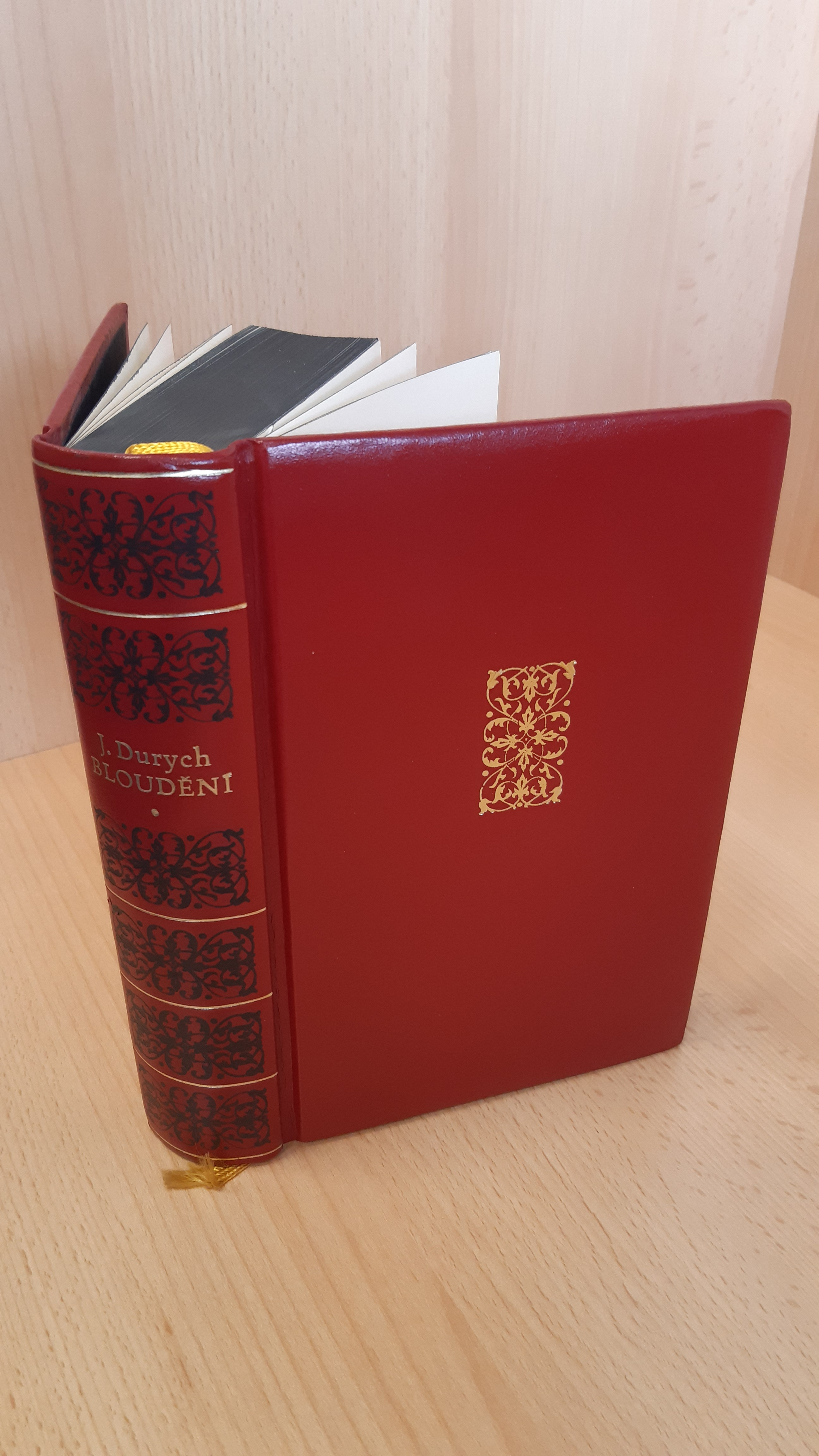
vazba knihy Jaroslava Durycha Bloudění, fond Jihočeské vědecké knihovny v Českých Budějovicích

Vzdělání jako umělecký knihař získal v knihvazačské dílně Ludvíka Bradáče v Praze na Vinohradech, který spolupracoval s předními knižními výtvarníky V. H. Brunnerem, F. Koblihou nebo F. Kyselou. U Bradáče v roce 1939 absolvoval kurz Řezání, tepání a moření kůže a začal pracovat pro různá nakladatelství. Tím se dostal k lepší knihařské práci a k vlastní vazbě. Stále se snažil v práci zdokonalovat a zlepšovat, naučit se něco nového. Velkým učitelem mu byl typograf, kaligraf, tvůrce písma, knižní grafik a odborný publicista Oldřich Menhart, který Hodnému navrhl a nakreslil signet - stylizovaný monogram LH.
Hodného vazby zaujaly pražské nakladatele, umělce a knihkupce.
Byl nadšeným trampem a po návratu z Prahy tramping propagoval mezi kamarády v Týně nad Vltavou.
V roce 1990 se stal členem Svazu českých výtvarných umělců, byl zakládajícím členem a pravidelným účastníkem Trienále umělecké knižní vazby, členem Internationale Vereinigung Meister der Eindbandkunst a čestným členem Spolku českých bibliofilů.
Jako umělecký knihař pracoval do vysokého věku. Na jeho řemeslné i výtvarné tradice navazuje jeho syn Ladislav Hodný ml. (*1943), knihaři jsou i jeho vnuci Ladislav a Lukáš Hodní.
Zemřel v nedožitých jedenadevadesáti letech 13. března 2000 v Českých Budějovicích.

## Dílo
Po zvládnutí základních knihařských praktik se naučil pracovat s kůží, experimentoval a začal s možností nahradit přírodní potahové látky. Jako první začal vázat do náhrady kůže, tzv. skivertexu. K výzdobě desek používal barevné fólie, ale i přírodní vltavíny. Nesoustředil se jen na samotné desky, do koncepce vzhledu knihy zahrnul i přídeští, předsádku, ořízku nebo zpracování hřbetu. Na předsádky i na kartonové pouzdro knihy používal "máčený papír" a k jeho přípravě olejové barvy.
Jeho vazba je výsledkem výtvarného promýšlení. Svým uměním se zařadil mezi klasiky knižní vazby.
Vázal knihy klasických i současných literátů, jako první ho zaujal vltavotýnský básník a prozaik Karel Dewetter, všechna jeho díla vlastnil a všechna svázal. Jeho zákazníky byli významní představitelé výtvarného umění jižních Čech, klasikové české poezie a prózy, ze současníků básník František Halas nebo výtvarník Miroslav Váša.

## Výstavy
Vystavoval na mnoha samostatných (Městské muzeum Počátky, Husitské muzeum v Táboře, Jihočeské muzeum v Českých Budějovicích, Jihočeská vědecká knihovna v Českých Budějovicích,
Městské muzeum a galerie Dačice, Muzeum keramiky Bechyně, Divadlo Karla Pippicha Chrudim, Městské muzeu Moravská Třebová - společně se synem Ladislavem Hodným ml., Městská knihovna Třebíč, Památník Národního písemnictví v Praze, Galerie města Písku, Okresní vlastivědné muzeum v Českém Krumlov) nebo kolektivních výstavách (Alšova jihočeská galerie v Hluboké nad Vltavou, Jihočeská vědecká knihovna v Českých Budějovicích, Pamětní síň O. Menharta Pelhřimov, Muzeum středního Pootaví ve Strakonicích, Muzeum Kroměřížska a Památník Maxe Švabinského Kroměříž, Galerie Jaroslava Fragnera v Praze, Nová síň v Praze.

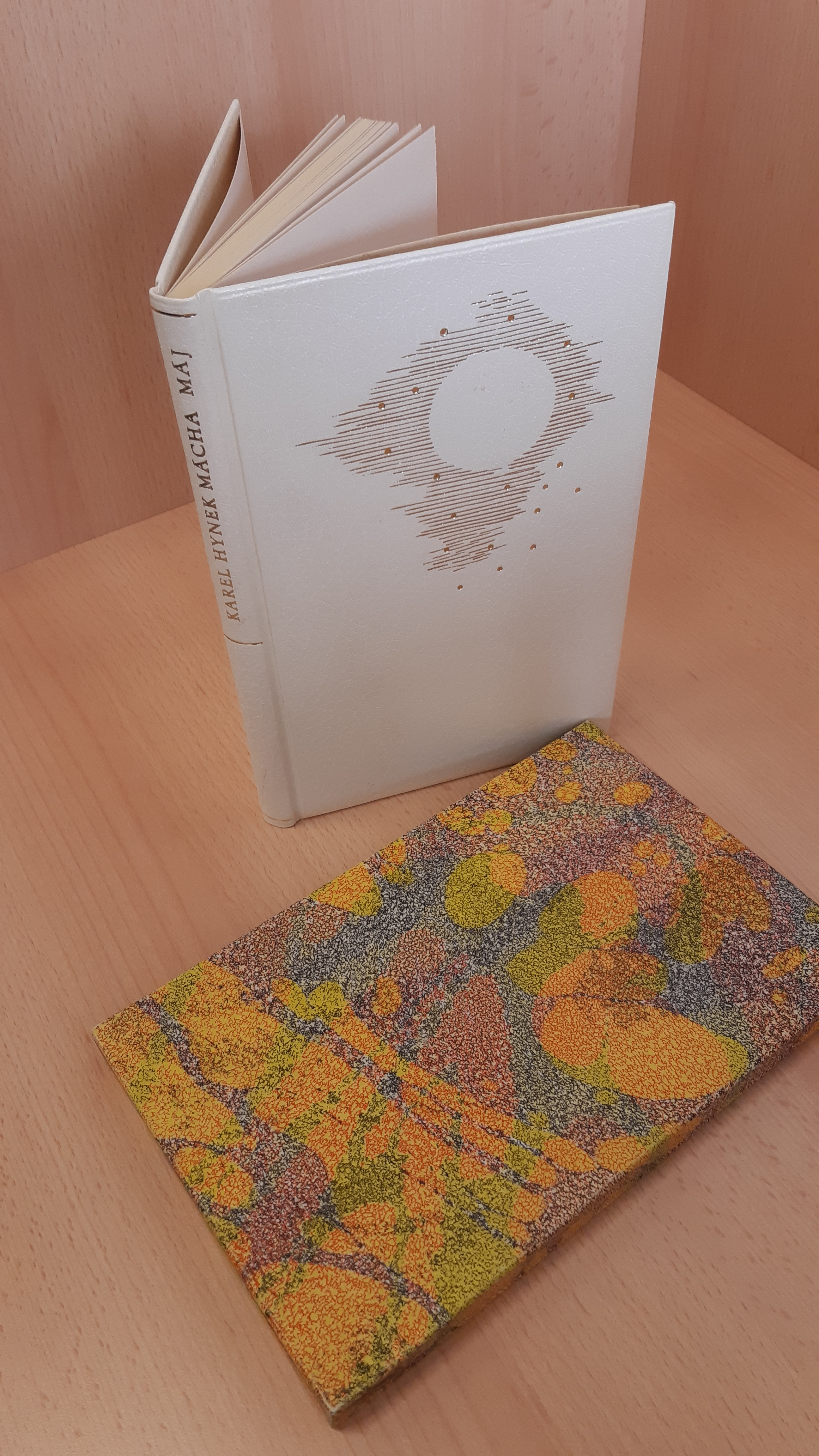
Karel Hynek Mácha Máj, fond Jihočeské vědecké knihovny v Českých Budějovicích, ukázka umělecké knižní vazby Ladislava Hodného st.

Obesílal tematické soutěže, na kterých zpravidla získával některou z cen. Účastnil se všech členských výstav tvůrčí skupiny Jih Krajské organizace Svazu českých výtvarných umělců. Jeho práce byly vystaveny také v kolekci jihočeského výtvarného umění na výstavách ve Västerasu (Švédsko) a Szekesfehervaru (Maďarsko).
Z podnětu Jihočeského muzea v Českých Budějovicích byl o něm v roce 1981 natočen krátký dokumentární film. Česká televize v roce 1982 vysílala Kaleidoskop - pro milovníky krásných knih (část filmu o knihařích Setkání s knihou. Několik pořadů a rozhovorů vysílal Český rozhlas České Budějovice.
Na některých výstavách vystavoval společně se svým synem Ladislavem Hodným ml.
V expozici Městského muzea v Týně nad Vltavou Osobnosti Vltavotýnska je panel věnovaný Ladislavu Hodnému st., na kterém je vystavena vazba knihy s vltavínem.

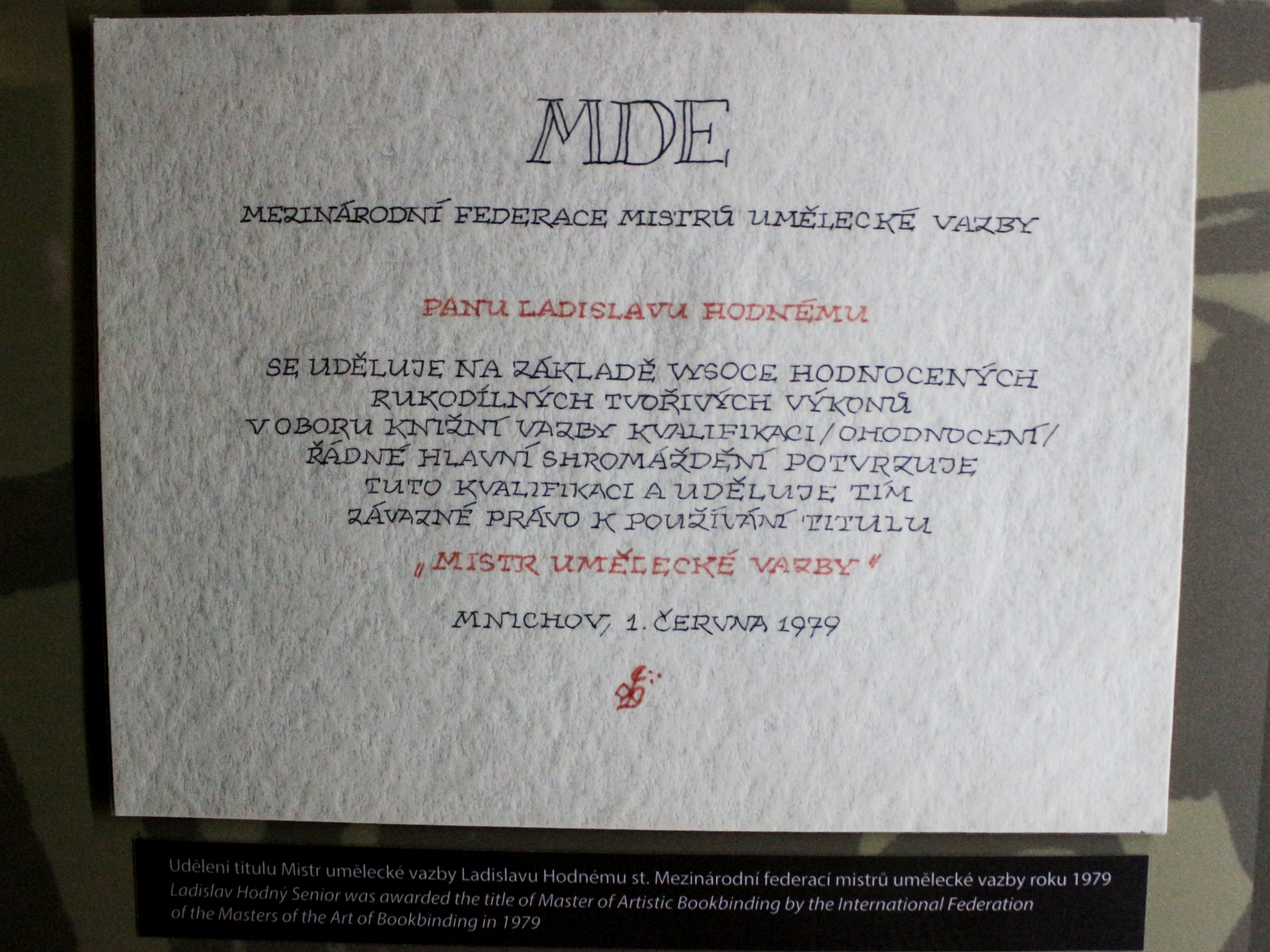
Titul Mistr umělecké vazby

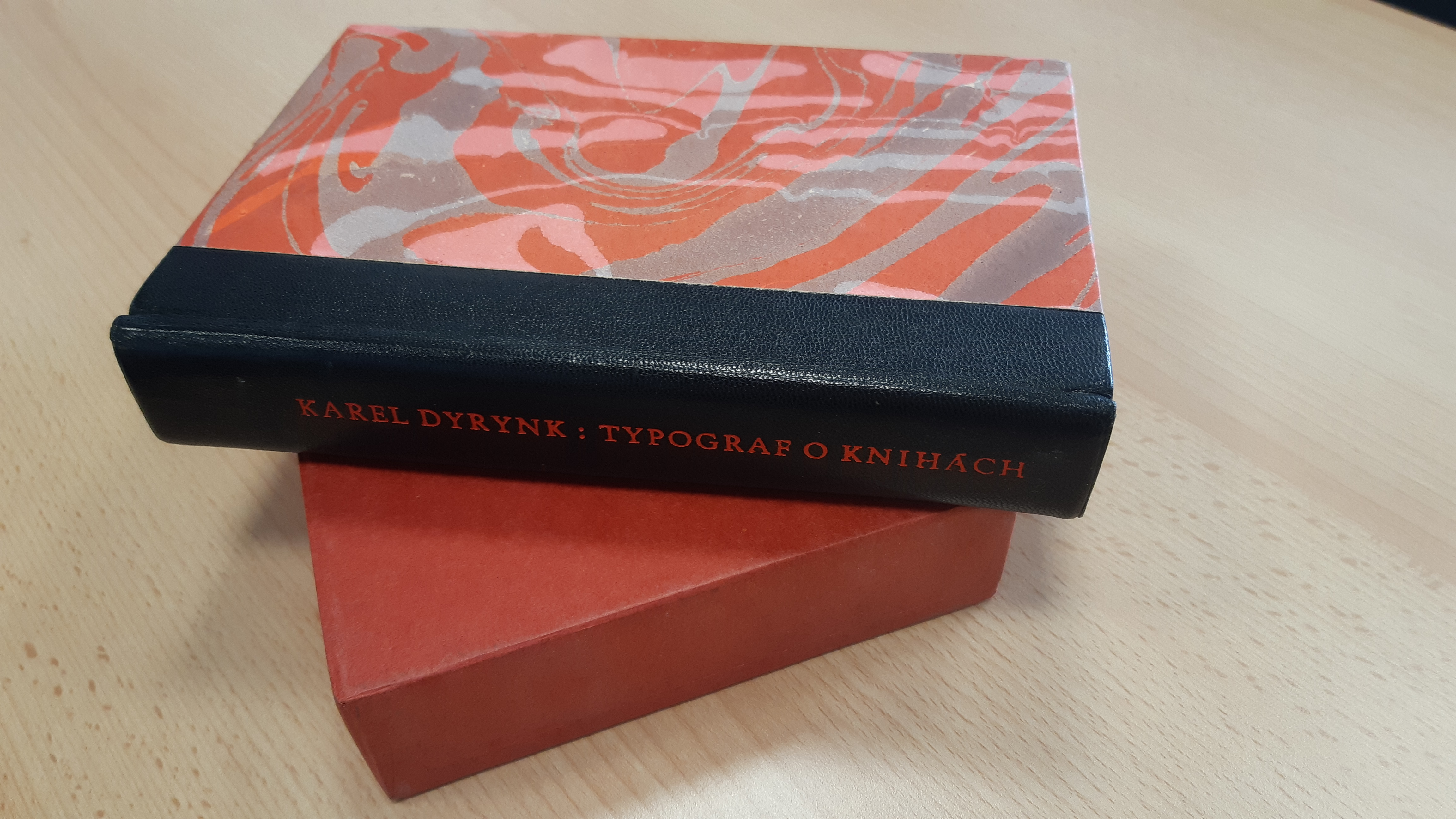
Ladislav Hodný st., umělecká vazba knihy Karla Dyrynka Typograf o knihách, fond Jihočeské vědecké knihovny v Českých Budějovicích

## Ocenění
Čestné uznání na výstavě uměleckých knihařů v Hradci Králové (1947, 2. cena v soutěži), čestné uznání v umělecké soutěži SČVU (1960), odměna v Krajské umělecké a publicistické soutěži (1963), medaile Elišky Krásnohorské udělené Památníkem národního písemnictví v Praze (1976), stříbrná pamětní medaile u příležitosti 100. výročí založení Jihočeského muzea v českých Budějovicích (1977), čestné uznání rady Jihočeského krajského národního výboru v Českých Budějovicích (1978), titul Mistr uměleckého řemesla MDE v Mnichově (1979), čestné uznání na III. trienále umělecké knižní vazby v Karlových Varech (1979), Cena J. Doležala na IV. trienále knižní vazby v Brně (1982), diplom Za vynikající úspěchy a rozvoj umělecké knižní vazby v ČSSR (1989), medaile a čestné členství za celoživotní práci Spolku českých bibliofilů (1999).

## Zastoupení ve sbírkách
Jeho práce jsou zastoupeny v Jihočeském muzeu v Českých Budějovicích, Jihočeské vědecké knihovně v Českých Budějovicích, Národním muzeu Praha, Uměleckoprůmyslovém muzeu v Praze, Městském muzeu Týn nad Vltavou, Muzeu Vysočiny v Pelhřimově a Moravském zemském muzeu Brno.